# Przemyśler Stern

Der Przemyśler Stern war eine polnische Einsatzauszeichnung. 

## Geschichte
Das Gefecht um Przemyśl fand als Teil des Polnisch-Ukrainischen Krieges vom 1. November 1918 bis zum 16. Mai 1919 statt. Die Stiftung des Abzeichens erfolgte am Jahrestag der Schlacht auf Anregung eines Komitees unter dem Vorsitz des damaligen Kommandeurs der polnischen Einheiten, Oberst Gustaw Wolgner, durch die Stadt Przemyśl. 
Auszeichnung und Statut der Auszeichnung wurden am 13. Dezember 1921 vom Oberkommando der polnischen Armee und vom Verteidigungsministerium genehmigt.

## Verleihung und Verleihungsvoraussetzungen
Die Verleihung erfolgte auf Antrag. Antragssteller mussten Unterlagen aus der Zeit vom 1. November 1918 bis zum 16. Mai 1919 und zwei Zeugenaussagen verfügen. 
Bereits zur Feier des Jahrestages der Befreiung wurden 1.000 Sterne verliehen, bis 1933 waren es etwa 9.000 (insgesamt wurden ca. 13.000 Anträge gestellt). 
Insgesamt nahmen etwa 17.000 Personen an der Verteidigung von Przemyśl und der Region Przemyśl teil, viele beantragten die Auszeichnung aber nie, da sie nichts über deren Existenz wussten.

## Gestaltung
Die Auszeichnung wird zumeist an einem roten Band mit zwei weißen seitlichen Streifen getragen. Sie zeigt ein Panorama und das Wappen von Przemyśl. Rückseitig ist eine Nummer und der Hersteller ("E.M. Unger - Lwów") eingeprägt.

## Träger
Neben Henryk Dobrzański erhielt auch der Selige Stanisław Kostka Starowieyski den Stern.